# Millport (Nueva York)
Millport es una villa ubicada en el condado de Chemung en el estado estadounidense de Nueva York. En el año 2000 tenía una población de 297 habitantes y una densidad poblacional de 317 personas por km².

## Geografía
Millport se encuentra ubicada en las coordenadas 42°16′3″N 76°50′10″O / 42.26750, -76.83611.

## Demografía
Según la Oficina del Censo en 2000 los ingresos medios por hogar en la localidad eran de $31,250, y los ingresos medios por familia eran $40,500. Los hombres tenían unos ingresos medios de $26,875 frente a los $17,500 para las mujeres. La renta per cápita para la localidad era de $15,739. Alrededor del 12.8% de la población estaban por debajo del umbral de pobreza.